# Titularbistum Cone
Cone  ist ein Titularbistum der römisch-katholischen Kirche das auf ein früheres Bistum der antiken Stadt Konni oder Konna (in byzantinischer Zeit Kone) in der kleinasiatischen Landschaft Phrygien in der heutigen westlichen Türkei zurückgeht. Das Bistum gehörte der Kirchenprovinz Cotyaeum an.
| Titularbischöfe von Cone |                        |                                          |                  |                  |
| Nr.                      | Name                   | Amt                                      | von              | bis              |
| 1                        | Michal Buzalka         | Weihbischof in Trnava (Tschechoslowakei) | 17. März 1938    | 7. Dezember 1961 |
| 2                        | Clarence Edward Elwell | Weihbischof in Cleveland (USA)           | 5. November 1962 | 29. Mai 1968     |